# Bibliothèque des génies et des fées
Die Bibliothèque des génies et des fées  („Bibliothek der Genien und Feen“) ist eine moderne französische Buchreihe anknüpfend an Le Cabinet des fées („Das Kabinett der Feen“) aus dem späteren 18. Jahrhundert, die bei Honoré Champion in Paris erscheint und Geschichten von etwa 1690 bis 1790 umfasst. Sie erscheint unter wissenschaftlicher Leitung von Nadine Jasmin in der Collection Sources Classiques (SC, geleitet von Philippe Sellier) seit 2004 und ist den Verlagsangaben zufolge auf 20 Bände dimensioniert, wovon der Großteil bereits erschienen ist.

## Einführung
Ab etwa 1690 hatten sich große Damen und Höflinge mit Leidenschaft dem weltlichen und „galanten“ Märchen gewidmet. Es war dies die Zeit der Geschichten von Charles Perrault und Madame d’Aulnoy. Die Märchenmode veränderte sich im 18. Jahrhundert mit der Veröffentlichung der Gallandschen Milles et une nuits („Tausendundeine Nacht“) ab dem Jahr 1704 in Richtung des Orientalischen, die eine außerordentliche Begeisterung für diese in einer exotischen Umgebung spielenden Geschichten von Sultanen und Genien (bzw. Dschinns) erweckte. Aber auch die Libertins griffen die Geschichten auf und konnten so ihren satirischen oder zügellosen Elan entfalten. Der Chevalier Charles-Joseph Mayer (1751–1825) insbesondere hatte von 1785 bis 1789 41 Bände mit Erzählungen veröffentlicht – die Sammlung Le Cabinet des fées – die reich und fein illustriert war und abwechselnd féerie « à la française » et merveilleux « à l’orientale » (les Éditions Honoré Champion) enthielt, wobei die neue Ausgabe bemüht ist, deren Unvollständigkeit und Fehlerhaftigkeit auszugleichen, ergänzt durch zahlreiche, insbesondere satirische und zügellose Erzählungen, die 1785 beiseite gelassen wurden. Einige anonyme oder handschriftliche Geschichten darin sind bis dahin noch nie veröffentlicht worden. Die Reihe ist unterteilt in die fünf Abschnitte: Werke aus der Goldenen Zeit der Feenmärchen (1690–1709), Zeiten der orientalischen Ader (1704–1789), der Rückkehr der Feenmärchen (1715–1775), der parodistischen und lustvollen Feenmärchen (1730–1754) und märchenhaftes Fin de Siècle (1770–1796):

## Bände
I. L’ÂGE D’OR DU CONTE DE FÉES (1690-1709)
- 1. Mme d’Aulnoy, Contes des fées suivis des Contes nouveaux ou les fées à la mode. Édition critique établie par Nadine Jasmin avec une introduction de Raymonde Robert. 2004, SC 59. ISBN 978-2-7453-1065-1.
- 2. Mlle Lhéritier, Mlle Bernard, Mlle de La Force, Mme Durand, Mme d’Auneuil, Contes. Édition critique établie par Raymonde Robert 2005. SC 53. ISBN 978-2-7453-0980-8.[2]
- 3. Mme de Murat, Contes. Édition critique établie par Geneviève Patard. 2006. SC 72. ISBN 978-2-7453-1302-7.
- 4. Perrault, Fénelon, Mailly, Préchac, Choisy et anonymes, Contes merveilleux. Textes établis, présentés et annotés par Tony Gheeraert avec un conte anonyme édité par Raymonde Robert. 2005. SC 73. ISBN 978-2-7453-1307-2.
- 5. L'âge d'or du conte de fées: de la comédie à la critique (1690-1709). La Fée Bienfaisante et autres comédies. Édition critique établie par Nathalie Rizzoni. Entretiens sur les contes de fées et autres textes critiques. Édition critique établie par Julie Boch. Avec un conte anonyme édité par Nadine Jasmin. Index des titres de contes et index des personnages principaux des contes et comédies des volumes 1 à 5. 2007. SC 77. ISBN 978-2-7453-1515-1.

II. LA VEINE ORIENTALE (1704-1789)
- 6-7. Antoine Galland, Les Mille et une nuit. Contes arabes. Édition critique par Manuel Couvreur. Avec la collaboration de Xavier Luffin. 2016. SC 119. ISBN 978-2-7453-2723-9.
- 8. François Pétis de La Croix, Histoire de la sultane de Perse et des vizirs. Édition critique établie par Raymonde Robert. Les Mille et uns jours. Contes persans. Édition critique sous la direction de Pierre Brunel avec la collaboration de Christelle Bahier-Porte et de Frédéric Mancier. Abbé Jean-Paul Bignon, Les Aventures d'Abdalla. Édition critique établie par Raymonde Robert. 2006. SC 54. ISBN 978-2-7453-0981-5.
- 9. Thomas-Simon Gueullette, Contes. Édition critique établie sous la direction de Jean-François Perrin avec la collaboration de Christelle Bahier-Porte, Marie-Françoise Bosquet, Régine Daoulas et Carmen Ramirez. 2010. SC 94. ISBN 978-2-7453-1883-1.[3]
- 10. Jacques Cazotte, La Suite des Mille et une Nuits. Contes arabes. Édition critique établie par Raymonde Robert et Philippe Koeppel. 2012. SC 95. ISBN 978-2-7453-1896-1.

III. LE RETOUR DU CONTE DE FÉES (1715-1775)
- 11. Moncrif, Pajon, Contes, et Anonyme, Nouveau recueil de contes de fées. Édition critique d’Anne Defrance. Saint-Hyacinthe, Coypel, Godard de Beauchamps, Contes. Édition critique d’Aurélia Gaillard. 2018. SC 135. 2 Bände, ISBN 978-2-7453-4838-8.
- 12. Comte de Caylus, Contes. Édition critique par Julie Boch. 2005. SC 66. ISBN 978-2-7453-1198-6.
- 13. Mme Levesque, Mme de Gomez, Mme de Dreuillet, Mme le Marchand, Mme de Lintot, Mme de Lassay, Mme Fagnan, Mlle Falques, Contes. Édition critique établie par Raymonde Robert. Mlle de Lussan, Les Veillées de Thessalie. Édition critique établie par Nadine et Jean-Claude Decourt. 2007. SC 75. ISBN 978-2-7453-1435-2.
- 14. Mlle de Lubert, Contes. Édition critique établie par Aurélie Zygel-Basso. 2005. SC 60. ISBN 978-2-7453-1158-0.
- 15. Mme de Villeneuve, La Jeune américaine et les contes marins (La Belle et la Bête). Les Belles Solitaires. Mme Leprince de Beaumont, Magasin des enfants (La Belle et la Bête). Édition critique établie par Élisa Biancardi. 2008. SC 83. ISBN 978-2-7453-1638-7.

IV. CONTES PARODIQUES ET LICENCIEUX (1730-1754)
- 16. Antoine Hamilton, Jean-Jacques Rousseau, Henri Pajon, Jacques Cazotte, Carl Gustav Tessin, Charles Duclos, Denis Diderot, Contes. Édition critique établie par Anne Defrance et Jean-François Perrin. 2008. SC 81. ISBN 978-2-7453-1611-0.
- 17. Claude Crébillon. Contes. Édition critique sous la direction de Régine Jomand-Baudry avec la collaboration de Véronique Costa et de Violaine Géraud. 2009. SC 90 ISBN 978-2-7453-1747-6.
- 18. Fougeret de Monbron, Cahusac, Senneterre, Voisenon, Chevrier, Gautier de Montdorge, La Morlière, Galli de Bibiena, Bret, Mme Fagnan, Boissy, Baret et anonymes. Contes. Édition critique établie par Françoise Gevrey. 2007. SC 80. ISBN 978-2-7453-1596-0.

V. FÉERIES FIN DE SIÈCLE (1770-1796)
- 19. Beauharnais, Milcent, Papelier, Baret, Baculard d’Arnaud, Willemain d’Abancourt, Le Féron, Mortemart, Vasse, Regnier, Desjardins, Beckford, Bodard de Tezay, Maréchal, Charrière, Bretin, De Flahaut, Mérard de Saint-Just et anonymes. Les Génies instituteurs et autres contes fin de siècle. Édition critique établie par Françoise Gevrey avec le concours de Sophie Benezit. 2014. SC 116. 2 Bände ISBN 978-2-7453-2576-1.
- 20. Un siècle de contes merveilleux. Études critiques sur l’iconographie des contes aux XVIIe et XVIIIe siècles ; le conte et les divertissements musicaux au XVIII e siècle ; le conte et le théâtre du XVIII e siècle ; les collections de contes et romans au XVIII e siècle. Index généraux. Édité par Pierre Burger Muriel Brot, Jean-Louis Haquette, Laura Naudeix et Nathalie Rizzoni. [angekündigt]